# Юльманн, Каспер
Ка́спер Ю́льманн (дат. Kasper Hjulmand; род. 9 апреля 1972, Ольборг, Северная Ютландия) — датский футболист и тренер.

## Карьера футболиста
Юльманн начал свою карьеру футболиста в клубе «Раннерс Фрея» в 1987 году, где провёл 4 года до перехода зимой 1992 года в «Херлев». Отыграв с ним 3 сезона Юльманн перебрался в клуб Б-93 зимой 1995 года.

## Тренерская карьера
Юльманн работал ассистентом главного тренера в клубе «Люнгбю», пока в сезоне 2006/07 не был назначен главным тренером этого клуба, выступавшем в том сезоне в Суперлиге.
8 июля 2008 года Юльманн подписал контракт «Норшелланном», заняв должность ассистента и оставив клуб «Люнгбю» после 10 лет работы там на различных должностях. В июне 2011 года он был назначен преемником Мортена Вигхорста на посту главного тренера в «Норшелланне». Под его руководством команда впервые в истории стала чемпионом Дании и пробилась в групповой этап Лиги чемпионов.
15 мая 2014 года Юльманн стал главным тренером немецкого клуба «Майнц 05», подписав контракт на 3 года. Однако уже 17 февраля 2015 года датчанин был уволен в связи с неудовлетворительными результатами клуба, который на тот момент занимал лишь 14-е место в турнирной таблице. Почти через год после увольнения Юльманн вернулся в «Норшелланн».
1 августа 2020 года Юльманн был назначен главным тренером сборной Дании. Под его руководством датчане выступали на чемпионате Европы 2020 (состоявшемся в 2021 году из-за пандемии COVID-19), на котором сумели произвести сенсацию и дойти до полуфинала турнира, где лишь в дополнительное время уступили сборной Англии со счётом 1:2.

## Достижения

### Тренерские
«Норшелланн»
- Чемпион Дании: 2011/12